# سان بيترو كلارينزا
سان بيترو كلارينزا (بالإيطالية: San Pietro Clarenza)‏ هي بلدة تقع في مقاطعة كاتانيا في صقلية في إيطاليا .

## السكان
في سنة 1861 بلغ عدد السكان 998 نسمة، وتطور العدد ليصل في سنة 2011 لـ 7٬102 نسمة.
يظهر هذا المخطط البياني تطور النمو السكاني لـ سان بيترو كلارينزا